# Eva Reich
Eva Renate Reich (* 27. April 1924 in Wien; † 11. August 2008 in Hancock, Maine, USA) war eine österreichisch-amerikanische Ärztin, die besonders auf dem Gebiet der „sanften Geburt“ und der Behandlung von sogenannten Schreibabys Theorien ihres Vaters Wilhelm Reich in die Praxis umsetzte.

## Leben
Eva Reich wurde 1924 als erstes Kind von Wilhelm Reich und seiner Frau Annie, geb. Pink, geboren. Sie wuchs zunächst in Wien auf und ab 1930 – mit ihrer 1928 geborenen Schwester Lore – in Berlin. Nachdem sich ihre Eltern 1933 getrennt hatten, lebten Eva und Lore abwechselnd bei ihrer Mutter in Prag oder bei den Großeltern in Wien. Nach dem Anschluss Österreichs an das Deutsche Reich 1938 emigrierten die Mutter und ihre beiden Töchter, u. a. aufgrund ihrer jüdischen Abstammung, in die USA. Reich absolvierte dort auf Wunsch ihrer Mutter ein Medizinstudium, das sie 1949 abschloss. Anschließend arbeitete sie an einem New Yorker Krankenhaus. Nach fast zwei Jahrzehnten der Entfremdung von ihrem Vater arbeitete sie seit ca. 1950 an dessen „Orgonomic Infant Research Center“ mit, wo man das Problem erforschte, wie frühe charakterliche „Panzerungsprozesse“ bei Säuglingen vermieden werden können.
Eva Reichs Eltern waren beide Psychoanalytiker. Ihr Vater hatte aufgrund der Freud'schen These, dass der Neurose als Massenerkrankung nur durch breiteste Prophylaxe beizukommen sei, die Konsequenz gezogen, in sozialistische und kommunistische Organisationen Erkenntnisse einzubringen, die die Verbreitung fundierter erziehungsreformerischer Richtlinien für Eltern, Kindergärten und Schulen erlaubten. Wilhelm Reich sah damals durchaus die fast unüberwindlichen Schwierigkeiten, die dieser gesellschaftspolitischen Vision entgegenstanden: „Die Hoffnungslosigkeit aller derzeitigen Erziehungsmassnahmen, die Tatsache, dass, was immer man macht, man es verkehrt macht, ergibt außer der Forderung, die Erziehungsfehler zu erkennen und zu verstehen, nur eine negative Regel: Enthaltsamkeit in der Erziehung bis zum äußersten, Einschränkung der Erziehungsmaßnahmen auf die allernotwendigsten Versagungen, Wissen, dass man sein Kind aus ganz natürlichen Gründen nicht nur liebt, sondern auch hasst.“ Er selbst und Annie standen damals aber auch konkret vor dem Problem der Erziehung der eigenen Kinder. Angeregt durch einige von ihnen als hoffnungsvoll eingeschätzten Modellprojekte einer psychoanalytisch gestützten kollektiven Erziehung in der jungen Sowjetunion (Wera Schmidt) entschlossen sie sich, Eva und Lore 1931 einem Berliner kommunistischen Kindergarten anzuvertrauen. Dies erwies sich jedoch als Desaster, dessen vielfältige Umstände (dortige Erziehungspraktiken, Zerrüttung der Ehe der politisch aktiven Eltern, Sieg des NS) kaum eine Analyse der Gründe zuließ. Jedenfalls wurde Wilhelm Reich später, zusammen mit seinem Freund Alexander Neill, ein entschiedener Vertreter einer selbstregulativen Erziehung.
Eva Reich, die seit etwa ihrem achten Lebensjahr von ihrem Vater getrennt gelebt hatte, sagte später über ihn, er sei ein Diktator gewesen, habe sie einen kommunistischen Kindergarten besuchen lassen und ihr die Beschäftigung mit Mystik und Religion untersagt. Erst nach ihrem Studium löste sie sich vom Einfluss ihrer Mutter, versöhnte sich mit Wilhelm Reich und wurde dessen Mitarbeiterin. Er bestimmte sie testamentarisch auch zur Verwalterin seines umfangreichen Nachlasses. Dies erwies sich jedoch als eine Aufgabe, der sie sich nach dem Tod ihres Vaters 1957 nicht gewachsen fühlte und die sie deshalb an eine mit dem Werk Reichs nicht verbundene Person übertrug – was sie bald sehr bereute, da ihr der Zugang sogar zu ihren eigenen Briefen verwehrt wurde.
Reich beschäftigte sich als Medizinerin intensiv mit alternativer Medizin und Psychosomatik, u. a. mit Bioenergetik. Außerdem setzte sie sich für Methoden ein, die Frauen eine „sanfte Geburt“, etwa nach Frédérick Leboyer und Michel Odent, ermöglichen sollen. Sie reiste mit dem Wohnmobil durch die USA, um die amerikanische Landbevölkerung über Möglichkeiten der Empfängnisverhütung aufzuklären. Die vielerorts, auch in Deutschland, eingerichteten Schreibaby-Ambulanzen gehen auf ihre Initiative zurück. Reich vertrat die Ansicht, dass sogenannte „Schreibabys“ sich körperlich verkrampfen, weil der Kontakt zwischen Mutter und Kind nicht optimal funktioniert. Das Schreien sei Ausdruck starker Unlust und muskulärer Verspannungen. Die Ambulanzen versuchen, betroffenen Eltern zu helfen, u. a. durch Anwendung der von Eva Reich entwickelten Schmetterlingsmassage für Babys, welche die frühe Eltern-Kind-Beziehung fördern soll. Heidrun Mössner hat über sie einen Dokumentarfilm gedreht, der im Jahr 2004 auf der Berlinale gezeigt wurde.
Eva Reich war bis 1973 mit dem Maler William Moise verheiratet. Für ihre Arbeit reiste sie um die ganze Welt und hielt unzählige Seminare und Vorträge über Sanfte Geburt, die Rechte der Kinder, und Sanfte Bioenergetik. Von 1985 bis 1989 war sie mehrfach auch in Ost-Berlin tätig und sagte bei einem Vortrag in Ost-Berlin im Jahre 1988 den Fall der Mauer voraus.
Im Dezember 2001/Januar 2002 erlitt sie zwei Schlaganfälle und war seitdem pflegebedürftig.

## Publikationen
- Eva Reich: Schwangerschaft, Geburt und Selbststeuerung.
- Lebensenergie durch sanfte Bioenergetik, Kösel Verlag, München 1997, ISBN 3-466-34372-0.

## Nachweise
1. ↑  Wilhelm Reich: Der Erziehungszwang und seine Ursachen. Zeitschrift für Psychoanalytische Pädagogik, Jg. I, Heft 3 (Dezember 1926), S. 65–74.
2. ↑  Die Geschichte der Arbeit von Eva Reich in Ostberlin ist zu lesen bei: Andreas Meyer: Sanfte Schmetterlings-Babymassage. Die Entwicklung der Lebenskräfte und ihre physiologischen Grundlagen, S. 87–97; Historisches Filmmaterial zur Arbeit in Ostberlin unter:https://www.youtube.com/watch?v=vwIuDYCV2XA

| Personendaten    | Personendaten                          |
| ---------------- | -------------------------------------- |
| NAME             | Reich, Eva                             |
| ALTERNATIVNAMEN  | Reich, Eva Renate (vollständiger Name) |
| KURZBESCHREIBUNG | US-amerikanische Ärztin                |
| GEBURTSDATUM     | 27. April 1924                         |
| GEBURTSORT       | Wien                                   |
| STERBEDATUM      | 11. August 2008                        |
| STERBEORT        | Hancock (Maine)                        |